# Pepín Corripio
José Luis «Pepín» Corripio Estrada (Arroes, 12 de marzo de 1934) es un empresario dominicano de origen español. 
Nacido en 1934, siendo el unigénito de una familia pobre en España, la familia Corripio Estrada emigró a la República Dominicana cuando este era solo un niño, huyendo de la guerra civil española. Su padre, Manuel Corripio García, estableció un emporio, y para la época de la muerte del dictador Rafael Leónidas Trujillo en 1961, Corripio García era el tercer hombre más rico en la República Dominicana, sólo detrás de Trujillo y Rafael Esteva Menéndez (el fundador de IMCA S.A.).
El negocio creció y se diversificó, deviniendo en el Grupo Corripio, un imperio económico en la República Dominicana que cuenta con aproximadamente 12000 plazas de trabajo; Corripio Estrada se ha convertido en el hombre más rico del país, con un valor de más de 3,000 millones de dólares 

## Primeros años
Corripio Estrada nació en 1934 en la aldea española de Arroes, en Villaviciosa (Asturias), siendo el único hijo de Sara Estrada y Manuel Corripio García (1908–2004). En 1938, la República Dominicana se convirtió en su hogar en medio de la guerra civil española.
Corripio estudió en el Colegio de La Salle en Santo Domingo, donde dirigió su periódico mensual; se graduó en 1951.
El 16 de agosto de 1963, Corripio contrajo nupcias en la Santa Cueva de Covadonga (Asturias) con la asturiana Ana María Alonso, oriunda de Piloña.
Tienen 4 hijos: Manuel, José Alfredo, Lucía, Ana. Manuel casado con Rafaela Martínez; José Alfredo se casó con Laura Pereda; Lucía se casó con Alejandro González; Ana se casó con Rafael Barceló padres de Miguel José Barceló Corripio.
Durante la década de los 70, Corripio fue secuestrado por la banda de los hermanos Sánchez Tejada, y mantenido refugiado durante días dentro de una cisterna cerca de la base de la Fuerza Aérea de San Isidro. Durante el tiempo que Corripio permaneció secuestrado, los secuestradores le hicieron creer que eran militares. Los hermanos Sánchez Tejada tenían un taller de mecánica automotriz cerca del parque municipal Braulio Álvarez donde desmontaban vehículos robados para lucrar con piezas robadas. Uno de los hermanos Sánchez Tejeda residía en la calle José Amado Soler en el acomodado barrio de Naco.

## Carrera empresarial
A inicios de la década de 1960, Pepín Corripio empezó un proceso de diversificación y expansión del negocio familiar. En 1973, ingresó al negocio de los medios de comunicación.